# Selección de rugby de Filipinas
La selección de rugby de Filipinas es el equipo representativo de la Philippine Rugby Football Union.

## Reseña histórica
El seleccionado filipino, también conocido como Volcanes es uno de los de más reciente desarrollo entre los mejores de Asia. Comenzó a disputar torneos recién en el 2006, cuando se presentó en la 5ª división del extinto Asian Rugby Series.
2 años después, debutó en la división más baja del Asian Five Nations. Durante los próximos años fue ascendiendo rápidamente de nivel, alcanzando la primera categoría en el Asian 5 Nations 2013 donde se ubicó en la 4ª posición.

## Actualidad
Hoy, la selección filipina, compite en la División 1 del Asia Rugby Championship, logrando el título por segunda vez en el 2018. Hasta ahora sólo han disputado torneos continentales y aún no han clasificado a la Copa del Mundo de Rugby.
Según el ranking de World Rugby, los Volcanes se ubican entre los puestos 50.º y 55.º entre las selecciones de todo el mundo y en el 6º puesto entre las asiáticas.

## Palmarés
- Asia Rugby Championship Division 1 (3): 2012, 2018, 2019

- Asia Rugby Championship Division 2 (1):  2010[1]

- Asia Rugby Championship Division 3 (1):  2009

- Union Cup (1): 2025

## Participación en copas
| - No ha clasificado - A5N Regional 2008: 1º en el grupo - Asian 5 Nations Division 3 2009: Campeón invicto - Asian 5 Nations Division 2 2010: Campeón invicto - Asian 5 Nations Division 1 2011: 3º puesto - Asian 5 Nations Division 1 2012: Campeón invicto | - Asian 5 Nations 2013: 4º puesto - Asian 5 Nations 2014: 4º puesto - ARC Division 1 2015: 2º puesto - ARC Division 1 2016: 3º puesto - ARC Division 1 2017: 3º puesto - ARC Division 1 2018: Campeón invicto - ARC Division 1 2019: Campeón invicto - Tour de Hong Kong 2011: perdió (0 - 1) |